# Phalanger ornatus
Il cusco ornato (Phalanger ornatus Gray, 1860) è un marsupiale arboricolo della famiglia dei Falangeridi.

## Descrizione
I maschi hanno una lunghezza testa-corpo di 55 cm e una coda di 37,5 cm; le femmine, più piccole, hanno una lunghezza testa-corpo di 41 cm e una coda di 33 cm. Il manto ha un colore di fondo grigio, sul quale spicca una serie di macchie bianche dalla disposizione irregolare e variabile da un esemplare all'altro; i maschi hanno la parte anteriore del corpo di colore arancio-rossiccio brillante. Sul dorso è presente una striscia mediana nera molto ben definita. Le regioni inferiori sono bianche nelle femmine (più grigiastre in prossimità del marsupio) e arancio nei maschi. La parte terminale della coda è glabra e ricoperta da una dura pelle squamosa.

## Biologia
Attivo soprattutto al crepuscolo e di notte, il cusco ornato è essenzialmente vegetariano: mangia frutti e foglie ma integra la sua dieta con insetti e uova di volatili. È una specie molto adattabile.

## Distribuzione e habitat
La specie è presente unicamente su tre isole delle Molucche: Halmahera, Batjan e Morotai. Popola le foreste pluviali, dal livello del mare fino a 1000 m di quota.